# Алексеев, Георгий Алексеевич
Георгий Алексеевич Алексеев (19 апреля 1895 — 23 мая 1942) — главный военный прокурор ВМФ СССР, корвоенюрист (1941).

## Биография
Родился 23 апреля 1895 года в Санкт-Петербурге в семье русского портового рабочего. Рано лишился отца. В августе 1915 года, после окончания экстерном шести классов гимназии призван в Русскую императорскую армию. Служил рядовым 2-го Заамурского пехотного полка Юго-Западного фронта, участвовал в Первой мировой войне.
С июля 1918 года Рабоче-крестьянской Красной армии, участвовал в Гражданской войне в России. Воевал в 5-й армии Восточного фронта, где был красноармейцем,  делопроизводителем хозяйственной части, управляющим делами, начальником и секретарём информационного отдела политического управления. На Кавказском фронте в 1919 году вступил в Коммунистическую партию и был на политических должностях: начальник информационного отдела запасной бригады, инструктор политического отдела 11-й стрелковой дивизии. В мае 1921 г. демобилизован и находился на партийной работе в Юго-Восточном бюро ЦК ВКП(б).
После окончания Гражданской войны с июля 1922 г. был инспектором военного трибунала ПВО. С марта 1923 г. начальник организационной части. С сентября 1924 г. старший секретарь военного трибунала Ленинградского военного округа. С сентября 1925 г. член коллегии военного трибунала 56-й стрелковой дивизии. С октября 1926 г. член коллегии военного трибунала ЛВО. Одновременно с сентября 1928 г. по июнь 1932 г. учился на вечернем отделении Ленинградского института советского права. С июня 1929 г. председатель военного трибунала 4-й стрелковой дивизии. С февраля 1930 г. член коллегии, а с мая 1932 г. председатель военного трибунала 12-го стрелкового корпуса. Одновременно с ноября 1930 г. по январь 1931 г. курсант Курсов по усовершенствованию высшего начальствующего состава. С августа 1932 г. заместитель председателя военного трибунала Приволжского военного округа. В 1935 году в Красной армии и флоте был введены персональные звания и Г.А. Алексееву было присвоено звание бригвоенюрист. С июня 1935 г. председатель военного трибунала Уральского военного округа. С августа 1938 г. член Военной коллегии Верховного суда СССР. С февраля 1940 г. Главный военный прокурор ВМФ СССР.
Во время Великой Отечественной войны находился в прежней должности. Погиб 23 мая 1942 года во время служебной командировки. При перелёте из Краснодара в станицу Крымскую на самолёте У-2 был атакован вражеским истребителем. Находясь на месте стрелка, Г. А. Алексеев вёл огонь из бортового пулемёта, и в ходе резкого манёвра выпал из кабины и разбился.

## Воинские звания
- Бригвоенюрист — 17.02.1936;
- Диввоенюрист — 11.01.1940;
- Корвоенюрист — 09.08.1941.

## Награды
- Орден «Знак Почета» (20.08.1937) — за успешную работу по укреплению революционной законности и охране интересов государства[4]
- Юбилейная медаль «XX лет РККА» (02.02.1938)